# 熊本県道190号湯前停車場線
熊本県道190号湯前停車場線（くまもとけんどう190ごう ゆのまえていしゃじょうせん）は、熊本県球磨郡湯前町を通る、かつて存在した一般県道である。

## 概要
球磨郡湯前町中里のくま川鉄道湯前線 湯前駅と国道219号を結んでいた。

### 路線データ
- 起点：熊本県球磨郡湯前町中里（くま川鉄道湯前線 湯前駅前）
- 終点：熊本県球磨郡湯前町中里（国道219号交点）

## 歴史
- 1960年（昭和35年） - 路線認定
- 2016年（平成28年）11月1日 - 熊本県告示第931号により廃止された[1]。

## 地理

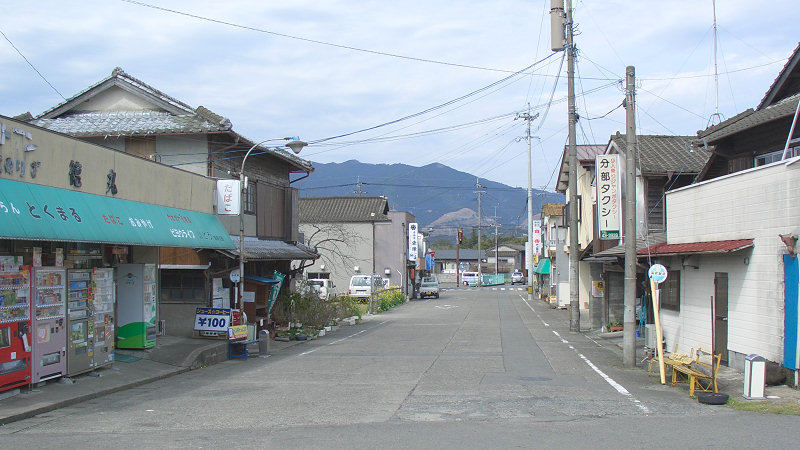
沿線風景（突き当たりが国道219号交点）

### 通過していた自治体
- 球磨郡湯前町

### 交差していた道路
| 交差していた道路 | 交差していた場所 | 交差していた場所 |
| ---------------- | ---------------- | ---------------- |
| 国道219号        | 中里             | 終点             |

### 沿線
- くま川鉄道湯前線 湯前駅